# Sami Khedira
Sami Khedira (àrab: سامي خضيرة, Sāmī Ḫaḍīra) (Stuttgart, 4 d'abril de 1987) és un exfutbolista professional alemany, d'origen tunisià, que jugava normalment de volant o migcampista defensiu.

## Trajectòria
Khedira va néixer a Stuttgart, fill d'un pare tunisià i una mare alemanya. Abans d'entrar a les categories inferiors del VfB Stuttgart el 1995, va jugar al TV Oeffingen. Durant la temporada 2006-07 va ser convocat amb el primer equip entrenat per Armin Veh. El seu debut a la Bundesliga es va produir l'1 d'octubre del 2006 contra l'Hertha BSC. Marcà els seus primers dos gols el 29 d'octubre contra el Schalke 04. El 29 de gener del 2007 signà el seu primer contracte professional amb l'Stuttgart, per dos temporades.
El 9 de juliol de 2008 va renovar el seu contracte fins al 2011, encara que després d'una gran actuació amb la selecció alemanya al Mundial del 2010 va despertar l'interès del Reial Madrid de José Mourinho, amb el qual va arribar a un acord el 30 de juny de 2010.
El 16 de novembre de 2013 es va lesionar greument mentre disputava un partit amb la selecció alemanya, i es trencà el lligament encreuat anterior, una lesió que comportarà que estigui sis mesos de baixa.
El juny de 2015 va acabar contracte amb el Reial Madrid, i després d'una temporada en què va jugar molt poc, va marxar del club per fitxar per la Juventus FC amb un contracte de quatre anys.

## Internacional
El 8 de maig de 2014 va ser inclòs pel seleccionador alemany Joachim Löw a la llista preliminar de 30 jugadors per la fase final del mundial de 2014. Posteriorment, el juny de 2014 fou ratificat com un dels 23 seleccionats per representar Alemanya a la Copa del Món de Futbol de 2014 al Brasil.

### Participacions en Copes del Món
| Mundial                        | Seu        | Resultat |
| ------------------------------ | ---------- | -------- |
| Copa del Món de Futbol de 2010 | Sud-àfrica | Tercer   |
| Copa del Món de Futbol de 2014 | Brasil     |          |

## Títols
| Títol               | Club          | Any  |
| ------------------- | ------------- | ---- |
| 1. Bundesliga       | VfB Stuttgart | 2007 |
| Copa del Rei        | Reial Madrid  | 2011 |
| Primera Divisió     | Reial Madrid  | 2012 |
| Supercopa d'Espanya | Reial Madrid  | 2012 |
| Copa del Rei        | Reial Madrid  | 2014 |
| Serie A             | Juventus FC   | 2016 |
| Copa italiana       | Juventus FC   | 2016 |
| Serie A             | Juventus FC   | 2017 |
| Copa italiana       | Juventus FC   | 2017 |
| Serie A             | Juventus FC   | 2018 |
| Copa italiana       | Juventus FC   | 2018 |
| Supercopa italiana  | Juventus FC   | 2018 |
| Serie A             | Juventus FC   | 2019 |
| Serie A             | Juventus FC   | 2020 |

### Copes internacionals
| Títol                      | Club         | Any  |
| -------------------------- | ------------ | ---- |
| Eurocopa Sub-21            | Alemanya     | 2009 |
| Lliga de Campions          | Reial Madrid | 2014 |
| Supercopa d'Europa         | Reial Madrid | 2014 |
| Campionat del Món de Clubs | Reial Madrid | 2014 |
| Mundial                    | Alemanya     | 2014 |